# Autodrom Sankt Petersburg
Das Autodrom Sankt Petersburg (russisch Автодром Санкт-Петербург) ist eine permanente Motorsportanlage in Sankt Petersburg, Russland. Er wurde als Ersatz für den 2006 geschlossenen Newa-Ring gebaut.
Der Motorsportkomplex wurde am 4. November 2010 im Süden Sankt Petersburgs, in der Siedlung Schuschary eröffnet. Er ist knapp 30 Fahrminuten bzw. 15 km südsüdöstlich des Stadtzentrums kurz außerhalb des Autobahnrings um Sankt Petersburg zu finden.

## Streckenbeschreibung
Die Strecke hat eine Gesamtlänge von 3073 Metern mit einer Breite von 12 bis 16 Metern und weist drei Varianten auf:
- Konfiguration A 3019 Meter mit 7 Rechts- und 4 Linkskurven
- Konfiguration B 1820 Meter mit 5 Rechts- und 2 Linkskurven
- Konfiguration C 1260 Meter mit 4 Rechts- und 3 Linkskurven

Die Konfigurationen B und C können gleichzeitig genutzt werden. Die Strecke entspricht den Sicherheitsstandards der FIA-Kategorie 2 und wird gegen den Uhrzeigersinn befahren. Die längste Gerade (zwischen den Kurven 11 und 1) ist 900 m lang. Die Fläche der Anlage umfasst 25 Hektar. Das Paddock ist ca. 10.000 Quadratmeter groß. Ursprünglich waren auch eine Rallycrossstrecke sowie eine große Zuschauertribüne auf dem Kurs geplant, die aber bis heute noch nicht realisiert wurden.
2011 fand als bislang einzige Rennveranstaltung ein Lauf zur Russian Touring Car Championship (RTCC) auf der Strecke statt. Die Strecke wird zurzeit durch eine Sport-Fahrtschule, die Rennfahrer ausbildet und Fahrsicherheitstrainings sowie Trackdays anbietet genutzt. Unter anderen finden auch Drag-Race-Veranstaltungen statt.